# أغيريش (هانتي-مانسيجا)
أغيريش (بالروسية: Агириш) هي مدينة في مقاطعة أوكروغ خانتي - مانسي الذاتية في روسيا.